# Nemotelus flavicornis
Nemotelus flavicornis är en tvåvingeart som beskrevs av Johnson 1894. Nemotelus flavicornis ingår i släktet Nemotelus och familjen vapenflugor. Inga underarter finns listade i Catalogue of Life.